# Vitín (Počepice)
Vitín je malá vesnice, část obce Počepice v okrese Příbram ve Středočeském kraji. Nachází se asi dva kilometry jihozápadně od Počepic. Je zde evidováno 26 adres. V roce 2011 zde trvale žilo 36 obyvatel.
Vitín leží v katastrálním území Vitín u Počepic o rozloze 1,24 km².

## Historie
První písemná zmínka o vesnici pochází z roku 1410.

## Obyvatelstvo
| Rok            | 1869 | 1880 | 1890 | 1900 | 1910 | 1921 | 1930 | 1950 | 1961 | 1970 | 1980 | 1991 | 2001 | 2011 | 2021 |
| -------------- | ---- | ---- | ---- | ---- | ---- | ---- | ---- | ---- | ---- | ---- | ---- | ---- | ---- | ---- | ---- |
| Počet obyvatel | 152  | 143  | 125  | 115  | 110  | 117  | 107  | 78   | 72   | 69   | 58   | 41   | 33   | 36   | 42   |
| Počet domů     | 20   | 22   | 23   | 22   | 22   | 22   | 22   | 22   | 22   | 19   | 16   | 18   | 18   | 23   | 24   |

## Pamětihodnosti
- Návesní kaple[8]